# SUPER VALUE BUCK-TICK
『SUPER VALUE BUCK-TICK』（スーパー・バリュー・バクチク）は、日本のロックバンド、BUCK-TICKのベストアルバム。2001年12月19日にユニバーサルミュージック株式会社よりリリースされた。

## 解説
- Mercury在籍時のヒットシングル全曲とアルバム曲の計10曲を収録。
- ジャケット後ろとCDの盤面には、『蝶々』ではなく『喋喋』とミスプリントになっている。歌詞カードには『蝶々』と記載されている。
- 本作については、BUCK-TICKのメンバーは一切関わっていない[2]。その為か、メンバーに関する写真などは一切掲載されていない。

## 収録曲

### 一覧
全編曲: BUCK-TICK。
| #         | タイトル                 | 作詞      | 作曲      | 時間  |
| --------- | ------------------------ | --------- | --------- | ----- |
| 1.        | 「ヒロイン」             | 櫻井敦司  | 今井寿    | 4:22  |
| 2.        | 「タナトス」             | 櫻井敦司  | 今井寿    | 5:25  |
| 3.        | 「リザードスキンの少女」 | 今井寿    | 今井寿    | 4:37  |
| 4.        | 「蝶々」                 | 櫻井敦司  | 星野英彦  | 4:34  |
| 5.        | 「囁き」                 | 櫻井敦司  | 今井寿    | 4:40  |
| 6.        | 「MY FUCKIN' VALENTINE」 | 今井寿    | 今井寿    | 4:37  |
| 7.        | 「キミガシン…ダラ」      | 櫻井敦司  | 今井寿    | 5:13  |
| 8.        | 「月世界」               | 櫻井敦司  | 今井寿    | 5:04  |
| 9.        | 「BRAN-NEW LOVER」       | 櫻井敦司  | 今井寿    | 4:06  |
| 10.       | 「ミウ」                 | 櫻井敦司  | 星野英彦  | 4:39  |
| 合計時間: | 合計時間:                | 合計時間: | 合計時間: | 47:17 |

### 曲解説
1. ヒロイン
13作目シングル曲。
2. タナトス
3. リザードスキンの少女
4. 蝶々
5. 囁き
14作目シングル曲。
6. MY FUCKIN' VALENTINE
7. キミガシン…ダラ
8. 月世界
15作目シングル曲。
9. BRAN-NEW LOVER
16作目シングル曲。
10. ミウ
17作目シングル曲。